# Нове (Суздальський район)
Нове (рос. Новое) — село у Суздальському районі Владимирської області Російської Федерації.
Входить до складу муніципального утворення Боголюбовське сільське поселення. Населення становить 1783 особи (2010).

## Історія
Село розташоване на землях фіно-угорського народу мещери.
Від 10 травня 1929 року належить до Суздальського району, утвореного спочатку у складі Владимирського округу Івановської промислової області з частини Владимирського повіту Владимирської губернії. Від 1944 року в складі Владимирської області.
Згідно із законом від 13 травня 2005 року входить до складу муніципального утворення Боголюбовське сільське поселення.

## Населення
| 1859 | 1897  | 1905  | 1926  | 2002  | 2010  |
| ---- | ----- | ----- | ----- | ----- | ----- |
| 1062 | ↗1143 | ↗1313 | ↘1031 | ↗1530 | ↗1783 |